# 蕭敵烈
蕭敵烈（？—？），汉名萧恭，字涅魯袞。辽国政治人物、軍人。契丹人，宰相蕭撻烈（蕭敵魯）的四世孫。
开始担任牛群敞史。辽圣宗召他入侍，为国舅詳稳。統和二十八年（1010年），聖宗计划对高麗國遠征，萧敵烈希望派遣使者到高麗了解情况之后再采取行动。辽圣宗不听。統和二十九年（1011年），同知左夷離畢事，转任右夷離畢，掌管刑狱。
開泰初年，率兵巡察西方边境。当时渣撒狘撲里、失室、勃葛部民逃亡，敵烈追捕他们，让他们复归生業。之人国舅詳稳。開泰三年（1014年）六月，拔里、乙室已两国舅帐合并为一帐，他担任国舅详稳总领其事。当年夏天，他和東京留守耶律团石攻打高麗，在鸭绿江造浮梁。在保州、宣州筑城。十月，在通州被高丽将领周演击败，损失惨重。開泰四年（1015年），回国，加同政事門下平章事之位，任上京留守。
蕭敵烈性格宽大，行政练達，被乡里推重，廷臣評价他是王佐之才。開泰六年（1017年），漢人行宮都部署王继忠推薦萧敵烈可以担任枢密使，聖宗怀疑是朋党不加任用。萧敵烈为中京留守，後去世。其弟蕭拔剌，其子萧约直，族子萧忽古，孙子萧宗石（萧实老），曾孙萧常哥（萧义），曾孙女辽天祚帝德妃萧师姑。

## 延伸阅读
[在维基数据编辑]
 《遼史·卷88》，出自脱脱《遼史》